# Euproctis okinawana
Euproctis okinawana är en fjärilsart som beskrevs av Matsumura 1921. Euproctis okinawana ingår i släktet Euproctis och familjen tofsspinnare. Inga underarter finns listade i Catalogue of Life.